# Noakhali (zila)
Noakhali (Bengaals: নোয়াখালী জিলা) is een district (zila) in de divisie Chittagong in het zuiden van Bangladesh. Het district ontstond in 1821 onder de naam Bhulua, maar kreeg in 1886 zijn huidige naam. 95,42% van de inwoners van het district is volgeling van de islam, 4,52% is volgeling van het hindoeïsme en 0,05% van de populatie hangt overige religies aan.